# Autochloris umbratus
Autochloris umbratus är en fjärilsart som beskrevs av Fleming 1950. Autochloris umbratus ingår i släktet Autochloris och familjen björnspinnare. Inga underarter finns listade i Catalogue of Life.